# (37620) 1993 QA3
1993 QA3 (asteroide 37620) é um asteroide da cintura principal. Possui uma excentricidade de 0.23976370 e uma inclinação de 4.95209º.
Este asteroide foi descoberto no dia 16 de agosto de 1993 por Eric Walter Elst em Caussols.